# Laurel Park (Virginia)
Laurel Park es un lugar designado por el censo en el  condado de Henry, Virginia  (Estados Unidos). Según el censo de 2010 tenía una población de 675 habitantes.

## Demografía
Según el censo del 2000, Laurel Park tenía 781 habitantes, 331 viviendas, y 231 familias. La densidad de población era de 237,4 habitantes por km².
De las 331 viviendas en un 34,1%  vivían niños de menos de 18 años, en un 52,3%  vivían parejas casadas, en un 15,7% mujeres solteras, y en un 30,2% no eran unidades familiares. En el 27,5% de las viviendas  vivían personas solas el 5,4% de las cuales correspondía a personas de 65 años o más que vivían solas. El número medio de personas viviendo en cada vivienda era de 2,36 y el número medio de personas que vivían en cada familia era de 2,87.
Por edades la población se repartía de la siguiente manera: un 24,7% tenía menos de 18 años, un 9,6% entre 18 y 24, un 30,1% entre 25 y 44, un 29,1% de 45 a 60 y un 6,5% 65 años o más.
La edad media era de 36 años.  Por cada 100 mujeres de 18 o más años  había 80,9 hombres.
La renta media por vivienda era de 42.361$ y la renta media por familia de 47.143$. Los hombres tenían una renta media de 29.904$ mientras que las mujeres 23.363$. La renta per cápita de la población era de 17.413$. En torno al 2,7% de las familias y el 3,8% de la población estaban por debajo del umbral de pobreza.

## Localidades adyacentes
El siguiente diagrama muestra a las localidades más próximas a Laurel Park.